# Strandløg
Strandløg (Urginea maritima) vokser ved Middelhavets kyster bl.a. i Portugal og på De Kanariske Øer og tilhører strandløgs-slægten under asparges-familien.

## Egenskaber
Løgene har rød eller hvid skal, et tværsnit på op til 30 cm, og kan veje op mod 2,5 kg.
Den midterste løgskal mister omkring 80 pct af sin vægt når det skæres op og tørres i solen. De op til 5 millimeter tykke dele er hvidgule, hornede og gennemsigtige. De har ingen fremtrædende lugt, men en bitter og ubehagelig smag.
Det tørrede materiale indeholder ca. 3 pct. kalciumoxalat, glykosiderne scillitin, scillidiuretin og scillaren, samt et farveløst amorft kulhydrat, sinistrin, der findes i divergerende mængder fra 2 til 20 pct. Indholdet af disse stoffer er størst i efteråret, mens sukkerindholdet i foråret er op til 22 pct.

## Anvendelse
Stoffer fra strandløget har haft medicinsk anvendelse som hjertestyrkende, slimløsende og vanddrivende præparat.
De røde løg, eller ekstrakt fra disse, kan i fersk tilstand anvendes som naturlig rottegift.
I Mellemøsten bruges strandløg til markering af markskel, da løget med de dybe rødder overlever pløjning og tørke, og er svær at flytte. Sidst på sommeren markerer blomsterstandene skellet op til pløje- og såsæsonen.